# Zalesiaki-Pieńki
Zalesiaki-Pieńki (prononciation [zalɛˈɕaki ˈpjɛɲki]) est un village de la gmina de Działoszyn, du powiat de Pajęczno, dans la voïvodie de Łódź, situé dans le centre de la Pologne.
Il se situe à environ 6 kilomètres au sud de Działoszyn (siège de la gmina), 12 kilomètres au sud-ouest de Pajęczno (siège du powiat) et 89 kilomètres au sud-ouest de Łódź (capitale de la voïvodie).
Sa population s'élevait approximativement à 70 habitants en 2006.

## Administration
De 1975 à 1998, le village était attaché administrativement à l'ancienne voïvodie de Sieradz.

Depuis 1999, il fait partie de la nouvelle voïvodie de Łódź.